# Municipio de Tomlinson (condado de Logan)
El municipio de Tomlinson (en inglés: Tomlinson Township) es un municipio ubicado en el condado de Logan en el estado estadounidense de Arkansas. En el año 2010 tenía una población de 325 habitantes y una densidad poblacional de 4,74 personas por km².

## Geografía
El municipio de Tomlinson se encuentra ubicado en las coordenadas 35°4′18″N 94°3′46″O / 35.07167, -94.06278. Según la Oficina del Censo de los Estados Unidos, el municipio tiene una superficie total de 68.63 km², de la cual 67,86 km² corresponden a tierra firme y (1,12 %) 0,77 km² es agua.

## Demografía
Según el censo de 2010, había 325 personas residiendo en el municipio de Tomlinson. La densidad de población era de 4,74 hab./km². De los 325 habitantes, el municipio de Tomlinson estaba compuesto por el 93,54 % blancos, el 0,92 % eran amerindios, el 1,23 % eran asiáticos, el 3,08 % eran de otras razas y el 1,23 % eran de una mezcla de razas. Del total de la población el 6,77 % eran hispanos o latinos de cualquier raza.